# Национальный центр театрального искусства имени Леся Курбаса
Национальный центр театрального искусства имени Леся Курбаса — государственное учреждение, созданное постановлением Кабинета Министров Украины 12 декабря 1994 года. Центр начал свою деятельность в 1995 году и является центром для научных исследований, экспериментальных постановок и культурного сотрудничества в области театрального искусства.

## История создания
Центр назван в честь Леся Курбаса — украинского режиссера, театрального реформатора и основателя современного украинского театра. Инициатором создания Центра стала доктор искусствоведения Нелли Корниенко, которая возглавляла учреждение с момента его основания. Здание учреждения расположено в историческом центре Киева по адресу: ул. Владимирская, 23-Б, недалеко от Софийской площади. Реконструкция помещения была завершена в 2000-х годах.

## Структура и деятельность
Национальный центр театрального искусства имени Леся Курбаса состоит из трех основных подразделений. Научное подразделение занимается фундаментальными исследованиями в области театроведения, публикацией монографий, антологий пьес, научных альманахов и журналов. Творческие мастерские служат пространством для экспериментальных постановок, разработки новых сценических методик и творческих поисков. Отдел культурологических проектов сосредоточен на организации культурологических проектов, выставок, кинопоказов и международных конференций.
Библиотека Центра насчитывает около 4500 книг и является важным ресурсом для ученых и художников.
С момента своего создания Национальный центр театрального искусства имени Леся Курбаса организует международные фестивали, конференции и культурные обмены. Учреждение также занимается исследованием истории украинского театра, в том числе в контексте мировой художественной культуры, и публикует научные работы.
В 2007 году в Центре был создан Отдел драматургических проектов, который занимается развитием современной украинской драмы, ее переводом, изданием и популяризацией в Украине и за рубежом. Инициаторами отдела стали Неда Неждана, Ярослав Верещак и Олег Николайчук. К важным проектам относятся ежегодные сборники и антологии, в том числе серия «Курбасовские чтения», которая освещает актуальные театральные и культурологические темы.
Центр организует различные художественные и научные инициативы. Среди них:
- Международная конференция «Лесь Курбас и мировой театральный контекст».
- Фестиваль молодой украинской режиссуры имени Леся Курбаса.
- Проекты, среди которых «Визуальная лаборатория» с показами современных тенденций в театре и искусстве.
- Мастер-классы и тренинги для молодых режиссеров, актеров и драматургов.
- Мультимедийный проект «Лесь Курбас в Киеве».

Национальный центр театрального искусства имени Леся Курбаса имеет научную аттестационную категорию «А». Центр способствует развитию театрального искусства через проведение научных исследований и внедрение новейших методик в театральную практику, международное сотрудничество, а также вносит вклад в сохранение культурного наследия украинского театра.